# Lista odcinków serialu Gliniarz i prokurator
Poniżej znajduje się lista odcinków serialu Gliniarz i prokurator emitowanego przez CBS w latach 1987–1992.
| N/o            | Polski tytuł                    | Angielski tytuł                        |
| -------------- | ------------------------------- | -------------------------------------- |
| SERIA PIERWSZA |                                 |                                        |
| 01             | Nadeszły szczęśliwe dni         | Happy Days Are Here Again              |
| 02             | Fatalne zauroczenie, cz. 1      | Fatal Attraction (Part 1)              |
| 03             | Fatalne zauroczenie, cz. 2      | Fatal Attraction (Part 2)              |
| 04             | Laura                           | Laura                                  |
| 05             | Mężczyzna, który zniknął        | The Man That Got Away                  |
| 06             | Miłość na sprzedaż              | Love For Sale                          |
| 07             | Co łaska                        | Brother, Can You Spare A Dime?         |
| 08             | Ciało i dusza                   | Body And Soul                          |
| 09             | Mężczyzna, którego kocham       | The Man I Love                         |
| 10             | Kochaj albo rzuć                | Love Me Or Leave Me                    |
| 11             | Załzawione oczy                 | Smoke Gets In Your Eyes                |
| 12             | Wesołych Świąt                  | Have Yourself A Merry Little Christmas |
| 13             | Żegnaj!                         | After You've Gone                      |
| 14             | To musisz być ty                | It Had To Be You                       |
| 15             | Ale nie dla mnie                | But Not For Me                         |
| 16             | Miłość niejedno ma imię         | What Is This Thing Called Love?        |
| 17             | Wzorowa żona                    | Lady, Be Good                          |
| 18             | Spotkanie po latach             | I'll Be Seeing You                     |
| 19             | Dziecinka                       | Babyface                               |
| 20             | Nocny blues                     | Blues In The Night                     |
| 21             | Jak długo to trwa?              | How Long Has This Been Going On?       |
| 22             | Chyba będę musiał zmienić plan  | I Guess I'll Have To Change My Plans   |
| 23             | Błękitna rapsodia               | Rhapsody In Blue                       |
| 24             | Szkoda, że cię tu nie ma, cz. 1 | Wish You Were Here (Part 1)            |
| 25             | Szkoda, że cię tu nie ma, cz. 2 | WIsh You Were Here (Part 2)            |
| 26             | Widmo przeszłości               | I'll Never Smile Again                 |
| 27             | Zauroczenie                     | Bewitched, Bothered, And Bewildered    |
| 28             | Nigdy się nie zmienisz          | Why Can't You Behave?                  |
| 29             | Nocny motyl                     | Poor Butterfly                         |
| 30             | Coś tu się nie zgadza           | It Ain't Necessarily So                |
| 31             | Anioł Stróż                     | Someone To Watch Over Me               |
| 32             | Tragiczna pomyłka               | They Can't Take That Away From Me      |
| 33             | Bezludna wyspa                  | Side By Side                           |
| 34             | Deszcz pieniędzy                | Snowfall                               |
| 35             | Mam na ciebie oko               | I Only Have Eyes For You               |
| 36             | Dama w czerwieni                | The Lady In Red                        |
| 37             | Tak łatwo się zakochać          | So Easy To Love                        |
| 38             | Pozory mogą mylić               | The Way You Look Tonight               |
| 39             | Taniec w ciemności              | Dancing In The Dark                    |
| 40             | Wszystko zależy od ciebie       | It All Depends On You                  |
| 41             | Nieoczekiwany powrót            | Out Of Knowhere                        |
| 42             | Słodka Leilani                  | Sweet Leilani                          |
| 43             | Godzina chwały                  | My Shining Hour                        |
| 44             | Dawno temu, daleko stąd         | Long Ago And Far Away                  |
| 45             | Dzieciątko się rodzi            | What Child Is This?                    |
| 46             | Miłość i nienawiść              | In The Still Of The Night              |
| 47             | Nieudane spotkanie              | You Turned The Tables On Me            |
| 48             | Niefortunny wypadek             | One More For The Road                  |
| 49             | Wyrzuty sumienia                | Who's Sorry Now?                       |
| 50             | Zatańczę na twoim weselu        | I'll Dance At Your Wedding             |
| 51             | Mój kumpel                      | My Buddy                               |
| 52             | Własnym wysiłkiem               | By Myself                              |
| 53             | Nie mam nikogo                  | I Ain't Got Nobody                     |
| 54             | Zapomnij o marzeniach           | Put Your Dreams Away                   |
| 55             | Gdyby nie troska                | If I Didn't Care                       |
| 56             | Doprowadzasz mnie do szału      | You're Driving Me Crazy                |
| 57             | Wykorzystałeś mnie              | You Took Advantage Of Me               |
| 58             | Moje serce należy do taty       | My Heart Belongs To Daddy              |
| 59             | Danny                           | Danny Boy                              |
| 60             | Moje Chinatown                  | Chinatown, My Chinatown                |
| 61             | Rodzinne więzy                  | God Bless The Child                    |
| 62             | Czuła pułapka                   | The Tender Trap                        |
| 63             | Jak dwie krople wody            | Exactly Like You                       |
| 64             | Około północy                   | 'Round Midnight                        |
| 65             | Tylko ty                        | Only You                               |
| 66             | Mały Billy                      | My Boy Bill                            |
| 67             | Tajemnice śledztwa              | More Than You Know                     |
| 68             | Dzień i noc                     | Night And Day                          |
| 69             | Żegnaj! cz. 1                   | Goodbye (Part 1)                       |
| 70             | Żegnaj! cz. 2                   | Goodbye (Part 2)                       |
| 71             | Będę żył, póki nie umrę         | I'm Gonna Live 'Till I Die             |
| 72             | W dokach rządzę ja              | I Cover The Waterfront                 |
| 73             | Ja wiem, że ty wiesz            | I Know That You Know                   |
| 74             | Odwołajmy całą sprawę           | Let's Call The Whole Thing Off         |
| 75             | Nie znasz mnie                  | You Don't Know Me                      |
| 76             | Nigdy nie przyszło mi do głowy  | It Never Entered My Mind               |
| 77             | Drugie życie                    | Second Time Around                     |
| 78             | Zrobię wszystko                 | I'd Do Anything                        |
| 79             | Może się mylę                   | I May Be Wrong                         |
| 80             | Tatuś wrócił                    | Daddy's Home                           |
| 81             | Odkąd się w tobie zakochałem    | Pretty Baby                            |
| 82             | Jeszcze się spotkamy            | Who Would've Dreamed                   |
| 83             | Kłamstwo to grzech              | It's A Sin To Tell A Lie               |
| 84             | Mimo wszystko                   | Nevertheless                           |
| 85             | Gdzie lub kiedy, cz. 1          | Where Or When (Part 1)                 |
| 86             | Gdzie lub kiedy, cz. 2          | Where Or When (Part 2)                 |
| 87             | Ulica marzeń                    | Street Of Dreams                       |
| 88             | Nigdy nie będę taki sam         | I'll Never Be The Same Again           |
| 89             | Mógłbym napisać książkę         | I Could Write A Book                   |
| 90             | Dwa różne światy                | Two Different Worlds                   |
| 91             | Przy każdym pożegnaniu          | Every Time We Say Goodbye              |
| 92             | Chodź ze mną                    | Come Along With Me                     |
| 93             | Ostatni taniec                  | Last Dance                             |
| 94             | Zbliż się                       | Come Closer To Me                      |
| 95             | Nadal cię kocham                | Since I Fell for You                   |
| 96             | Tylko ty, tylko ja              | Just You, Just Me                      |
| 97             | Wiatr w oczy, część 1           | Stormy Weather (Part 1)                |
| 98             | Wiatr w oczy, część 2           | Stormy Weather (Part 2)                |
| 99             | Nigdy się nie dowiesz           | You'll Never Know                      |
| 100            | Wszystko się zmieni             | There'll Be Some Changes Made          |
| 101            | Dobra wróżka                    | Pennies From Heaven                    |
| 102            | Nie mogę cię stracić            | I Can't Believe I'm Losing You         |
| 103            | Długa noc                       | All Through The Night                  |
| 104            | Grzeczna dziewczynka            | Ain't Misbehavin'                      |
| 105            | Nocny koszmar                   | Nightmare                              |
| 106            | Mickey Daytona                  | Beautiful Dreamer                      |